# Rua Carlos Chagas (Porto Alegre)
A Rua Carlos Chagas é uma importante via da cidade brasileira de Porto Alegre, no estado do Rio Grande do Sul.
Localizada no centro da cidade, esta via foi aberta na década de 1920 e, em 1936, foi batizada em homenagem ao médico sanitarista e cientista Carlos Justiniano Ribeiro Chagas.